# Volea, Lohvîțea
Volea (în ucraineană Воля) este un sat în comuna Bilohorilka din raionul Lohvîțea, regiunea Poltava, Ucraina.

## Demografie
Componența lingvistică a localității Volea
     Ucraineană (100%)
Conform recensământului din 2001, toată populația localității Volea era vorbitoare de ucraineană (100%).